# Пасив (енглески језик)
У пасиву (енг. the passive voice) у енглеском језику, субјекат (енг. the subject) је праћен глаголом стања (енг. stative verb) и прошлим партиципом (енг. the past participle). На пример:
- Caesar was stabbed. (дословно: Цезар је избоден.)

Трпилац радње се назива пацијенс (енг. the patient). У активним реченицама, субјекат је вршилац радње и он се назива агенс (енг. the agent). У примеру изнад, вршилац радње је у потпуности изостављен, али може се додати:
- Caesar was stabbed by Brutus. (дословно: Цезар је избоден од стране Брута.)

Исти пример у активу би гласио:
- Brutus stabbed Caesar. (дословно: Брут је избо Цезара.)

У енглеском језику постоје још неке пасивне конструкције које не постоје у многим другим језицима који изражавају пасив на исти начин као у наведеном примеру. На пример, у енглеском језику неправи објекат реченице може бити стављен на субјекатско место – нпр. Tom was given а bag (дословно: Тому је дата торба). Слично томе, предлошко-падежна конструкција се може рашчланити и именица се може померити на почетак реченице, остављајући предлог на крају – нпр. Sue was operated on. (превод: Су је оперисана; на српском не кажемо *оперисати на неком него оперисати неког те у српској конструкцији не постоји предлог).
У енглеском језику се пасив користи ређе од актива, али учесталост коришћења варира у зависности од стила писца и намене текста. Савремени стилски водичи одвраћају од претеране употребе пасива, али га генерално сматрају прихватљивим у одређеним ситуацијама.

## Препознавање енглеског пасива
Пасив је специфична граматичка конструкција. У енглеском језику пасив се састоји од одређеног облика глагола стања be (или у неким случајевима get) и прошлог партиципа глагола који означава радњу. Вршилац радње може бити наглашен уз помоћ конструкције са предлогом by, али то није неопходно.

#### Погрешна употреба термина
С обзиром на то да пасив није једина конструкција у којој вршилац радње може да се изостави, недостатак вршиоца радње у реченици не мора нужно указивати на то да је реч о пасиву. На пример, реченице “There were mistakes.” (дословно: Било је грешака.) и “Mistakes occurred.” (дословно: Грешке су се појавиле.) су обе у активу. Повремено, аутори дају нејасна упутства за коришћење пасива или погрешно окарактеришу реченице овог типа као пасив.

## Разлози за употребу пасива
У пасивним реченицама се вршилац радње не мора споменути; стога се пасив може користити када је вршилац радње непознат или неважан, или када говорник не жели да спомене вршиоца радње. На пример:
- Three stores were robbed last night. (дословно: Три продавнице су опљачкане синоћ.) – идентитет вршиоца радње можда није познат

- A new cancer drug has been discovered. (дословно: Нови лек против рака је откривен.) – идентитет вршиоца радње је можда неважан у том контексту

- Mistakes have been made on this project. (дословно: Грешке су направљене на овом пројекту.) – говорник можда не жели да идентификује вршиоца радње

Последња реченица илуструје често критиковану употребу пасива којом се избегава одговорност изостављањем вршиоца радње (који може бити чак и сам говорник).
Ипак, пасив се може допунити елементом који идентификује вршиоца радње, обично путем конструкције са предлогом бy (енг. by-phrase) која има за циљ да нагласи ко је вршилац радње.
На пример:
- Don't you see? The patient was murdered by his own doctor![9]

(превод: Зар не схваташ? Пацијент је убијен од стране сопственог доктора!)
Такође, пасив се може користити када је именичка синтагма која означава вршиоца радње дуга (садржи много модификатора) те је згодно сместити је на крај реченице.
- The breakthrough was achieved by Burlingame and Evans, two researchers in the university's genetic engineering lab. (дословно: Помак је постигнут од стране Берлингема и Еванса, два истраживача из универзитетске лабораторије за генетички инжењеринг.)

У одређеним случајевима, пасив се може користити како би најдраматичнија реч или фраза била на крају реченице.

## Стилски савети

### Против пасива
Многи лингвисти и приручници за употребу језика пишу против употребе пасива. Такви савети се обично не налазе у старијим приручницима, већ почињу да се појављују тек у првој половини двадесетог века.  

На пример, британски писац Артур Квилер-Куч 1916. године критикује овај граматички облик. Две године касније, у првом издању приручника The Elements of Style из 1918. године, професор енглеског језика са Универзитета Корнел, Вилијам Странк Млађи, скреће пажњу на претерану употребу пасива:
„Актив је обично много директнији и живљи од пасива … Ово правило, наравно, не значи да писац у потпуности треба да одбаци коришћење пасива, које је често згодно и понекад неопходно … Потреба да се нека одређена реч користи као субјекат реченице често ће … одредити да ли ће се користити пасив или актив. Ипак, учестало коришћење актива чини писање извештаченим.“
Лексикограф Хенри Вотсон Фаулер 1926. године у речнику A Dictionary of Modern English Usage препоручује да се актив не трансформише у пасив, због тога што то „... ...понекад доводи до лоше употребе граматике, непостојећих израза или незграпности.”
У есеју Политика и енглески језик (енг. Politics and the English Language) из 1946. године Џорџ Орвел препоручује актив као основни принцип композиције: “Никада не користите пасив тамо где можете да користите актив.”

У књизи The Columbia Guide to Standard American English наводи се да: 
Актив приморава субјекте да ураде нешто (нечему); пасив дозвољава субјектима да им нешто буде урађено (од стране некога или нечега). Неки тврде да је актив доминантнији, директнији и језгровитији, а пасив слабији, индиректинији и рогобатнији. Ако желите да ваше речи делују нелично, индиректно и необавезујуће, пасив је прави избор, али у другим случајевима, актив ће се готово увек показати ефикаснијим.

Употреба пасива је распрострањенија у научном писању, али издавачи неких научних издања, као што су Nature, Science и IEEE изричито подстичу ауторе да користе актив.
Главна критика употребе пасива је потенцијал за избегавање одговорности, због тога што се пасивна клауза може користити како би се изоставио вршилац радње, чак и онда када је битан:
- We had hoped to report on this problem, but the data. 'were inadvertently deleted from our files'. ISBN 978-0-87779-132-4..[19][7]

(дословно: Надали смо се да ћемо известити о овом проблему, али подаци су нехотице избрисани из наших фајлова.)
Kриста Ратклиф, професор на Универзитету Маркет, бележи употребу пасива као пример употребе граматике као „... ...везе између речи и магичног појављивања ...: пасив мистификује одговорност бришући ко или шта врши радњу ...“

### Правилна употреба пасива
Џен Фриман, колумнисткиња Бостон Глоба, каже да је употреба пасива у одређеним ситуацијама оправдана и да „сви добри писци користе пасив.“
Иако Странк и Вајт у књизи The Elements of Style подстичу употребу актива, они такође наводе да је пасив често кориснији и понекад и пожељнији, чак и неопходнији; избор између актива или пасива зависи, на пример, од теме реченице.
Још један саветник, Џозеф М. Вилијамс, који је написао неколико књига о стилу, јаснo наводи да је пасив често бољи избор. Према Вилијамсу, избор између актива и пасива зависи од одговора на три питања:
1. „Мора ли читалац да зна ко је одговоран за радњу?“
2. „Да ли би активни глагол или би пасивни глагол ублажио читаоцима прелаз са једне реченице на другу?“
3. „Да ли би актив или пасив дао читаоцима конзистентнији и погоднији увид?“

Брајан А. Гарнер у речнику Garner's Modern English Usage наглашава предности актива, али даје следеће примере ситуација када пасив има предност:
- ,,Када је вршилац радње неважан.’’
- ,,Када је вршилац радње непознат.’’
- ,,Када желите да сакријете идентитет вршиоца радње.’’
- ,,Када треба да ставите најбитнију реч на крај реченице.’’
- ,,Када је фокус реченице на примаоцу радње.’’
- ,,Када пасив једноставно звучи боље.’’

Речник Merriam–Webster's Dictionary of English Usage препоручује коришћење пасива када је идентификовање објекта (примаоца радње) битније од субјекта (вршиоца радње) и када је вршилац радње непознат, неважан или није вредан помена.
Лингвиста Џефри Пулам пише да „пасив није непожељна одлика која нужно карактерише лош стил писања, то је корисна конструкција која је често потребна за јасно изражавање и сваки добар писац је користи.“